# St. Coloman (Reichertshausen)

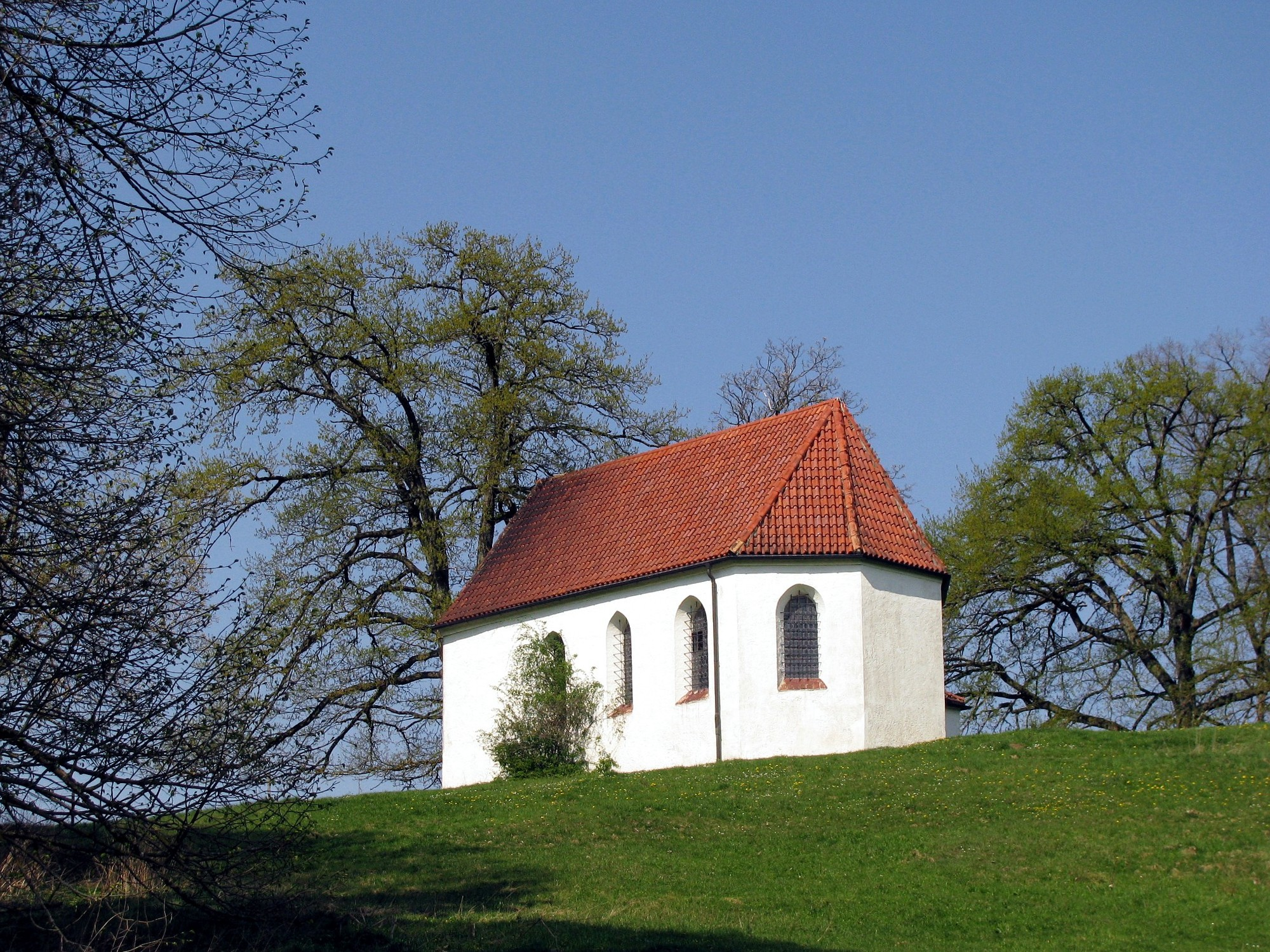
Kapelle St. Coloman in Reichertshausen

Die katholische Kapelle St. Coloman in Reichertshausen, einem Gemeindeteil von Egling im oberbayerischen Landkreis Bad Tölz-Wolfratshausen, wurde 1517 errichtet. Die Kapelle südlich des Ortes ist ein geschütztes Baudenkmal.
Der spätgotische Saalbau mit anschließendem Chor besitzt ein Satteldach und Spitzbogenfenster. Im Inneren ist der Saal mit einem Netzrippengewölbe gedeckt.
Die Kapelle ist sehr renovierungsbedürftig, insbesondere seitdem ein umgestürzter Baum das Dach und Teile des Netzrippengewölbes beschädigte.